# كوديم حامل القنابات
كوديم حامل القنابات (الاسم العلمي:Codiaeum bractiferum) هو نوع من النباتات يتبع جنس الكوديم من الفصيلة الفربيونية. تم وصف هذا النوع من النبات علمياً لأول مرة من قبل إلمر درو ميريل ووليام ركسبورغ سنة 1917.